# Stemma del Lazio
Lo stemma della Regione Lazio è costituito da un ottagono bordato in oro in cui sono inseriti al centro lo stemma della provincia di Roma ed a raggiera gli stemmi delle province di Frosinone, Latina, Rieti e Viterbo legati tra di loro da un nastro tricolore. Fu adottato con la Legge Regionale n. 58 del 17 settembre 1984.

## Struttura
Il gonfalone della Regione  è di colore azzurro celeste bordato di blu oltremare azzurro scuro, reca nella parte superiore lo stemma (...) sostenuto da una spiga e da un ramo di quercia e sormontato da una corona rifiniti in oro chiaroscurato e nella parte inferiore l'iscrizione centrata in oro "REGIONE LAZIO" ed è completato alla base con una frangia d'oro. Al di sotto del puntale del gonfalone è annodato un nastro tricolore (verde, bianco e rosso), frangiato d'oro.